# Caliente Hill
Der Caliente Hill (englisch; spanisch Cerro Caliente ‚Heißer Hügel‘) ist ein 107 m hoher und durch geothermale Aktivität aufgeheizter Hügel auf Deception Island im Archipel der Südlichen Shetlandinseln. Er ragt westlich der Albufera-Lagune und 400 m landeinwärts vom Ende des südwestlichen Teils der Fumarole Bay auf.
Spanische Wissenschaftler benannten ihn deskriptiv. Das UK Antarctic Place-Names Committee übertrug die Benennung 2010 in einer Teilübersetzung ins Englische. Der Hügel gehört zur Antarctic Specially Protected Area #140 (Sub-site C).